# Breanäs strövområde
Breanäs strövområde är ett friluftsområde för vandring som sköts av Stiftelsen Skånska Landskap Strövområdet, som ligger vid Immeln strax utanför orten Breanäs, har betad skog, blandskog, mossmark, gamla tjärdalar, blöta myrar och små vikar som vetter ut mot sjön. Flera markerade vandringsstigar, grillplatser, bänkar, bord, tillgänglig led, fiske- och paddlingsmöjligheter finns. Historien visar sig i naturen i gamla tjärdalar, övergivna stenbrott och rester från torp från jordbrukare som bott här tidigare.
Runt sekelskiftet arbetade många i trakten som stenhuggare och därför syns spår i naturen efter stenbrott där bland annat diabas och granit brutits. Sjön Immeln var en central transportled för sten och tjära som skeppades med båt över till den andra sidan för att sedan transporteras till Åhus och Kristianstad. Idag används sjön bara för paddling och fiske.
Nordväst om Breanäs strövområde och orten Breanäs finns den angränsande Kullaskogen samt Sporrakulla naturreservat med blommande slåtterängar, hamlade träd och terrassodlingar, men också knuttimrade Sporrakulla gård från 1700-talet. I området hittar man även soldattorpet Rodatorpet från tidigt 1800-tal som hålls öppet för allmänheten.